# Furna (Grisões)
Furna é uma comuna da Suíça, no Cantão Grisões, com cerca de 226 habitantes. Estende-se por uma área de 33,25 km², de densidade populacional de 7 hab/km². Confina com as seguintes comunas: Grüsch, Jenaz, Pagig, Peist, Sankt Peter, Schiers, Trimmis, Valzeina.
A língua oficial nesta comuna é o Alemão.